# Liên họ Quạ
Liên họ Quạ (danh pháp khoa học: Corvoidea) là một liên họ thuộc phân thứ bộ Quạ (Corvida), bộ Sẻ (Passeriformes). Liên họ Quạ bao gồm 11 họ.

## Phân loại
Liên họ Quạ bao gồm 11 họ:
- Vireonidae
- Rhipiduridae – Rẻ quạt
- Dicruridae – Chèo bẻo
- Monarchidae
- Ifritidae
- Paradisaeidae – Chim thiên đường
- Corcoracidae
- Melampittidae
- Laniidae – Bách thanh
- Platylophidae - Quạ thông mào
- Corvidae – Quạ và họ hàng